# Floreskuifarend
De floreskuifarend (Nisaetus floris; synoniem: Spizaetus floris) is een roofvogel uit de familie van de Accipitridae (Havikachtigen). Het is een ernstig bedreigde, endemische vogelsoort op de Kleine Soenda-eilanden. De vogel werd in 1898 als ondersoort onder de naam Limnaetus limnaetus floris door Ernst Hartert beschreven. Hierbij schreef hij dat in 1866 Hermann Schlegel al melding had gemaakt (met illustratie)  van een afwijkende "Indische kuifarend" op Flores.

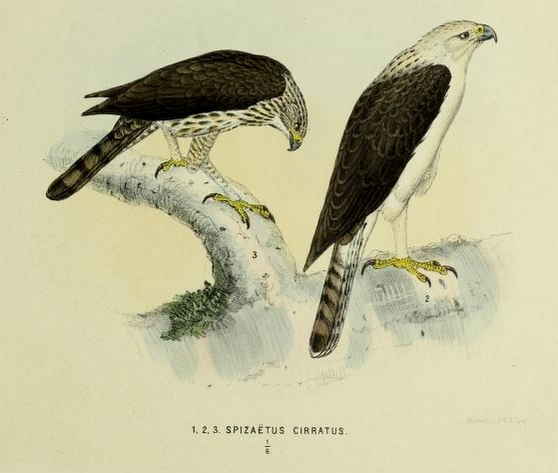
Door Hermann Schlegel in 1866 afgebeelde floreskuifarenden uit "De vogels van Nederlandsch Indië".

## Kenmerken
De vogel is 60 tot 80 cm lang en lijkt sterk op de verwante Indische kuifarend (N. cirrhatus). De floreskuifarend heeft echter geen duidelijke kuif maar wel een witte kop, borst en buik.

## Verspreiding en leefgebied
Deze soort is endemisch op de Kleine Soenda-eilanden Flores, Soembawa en Lombok en twee nabij gelegen eilandjes Satonda en Rinca. Het leefgebied bestaat uit ongerept regenwoud en tropische montaan bos tot op 1600 m boven zeeniveau. Er zijn waarnemingen boven cultuurland, maar altijd in de buurt van bos.

## Status
De floreskuifarend heeft een beperkt verspreidingsgebied en daardoor is de kans op uitsterven aanwezig. De grootte van de populatie werd in 2013 door BirdLife International geschat op 150 tot 360 individuen en de populatie-aantallen nemen af. Door ontbossing neemt het leefgebied in oppervlakte af en wat er aan bosreservaten overblijft is onvoldoende om de soort duurzaam te behouden. Verder worden deze roofvogels vervolgd omdat ze prederen op kippen. Om deze redenen staat deze soort als ernstig bedreigd (kritiek) op de Rode Lijst van de IUCN.